# Dufourspitze
De Dufourspitze is met 4634 meter het hoogste punt van Zwitserland en na de Mont Blanc de op één na hoogste berg in de Alpen.
De Dufourspitze behoort tot het Monte-Rosa-Massief in de Walliser Alpen, op de grens tussen Zwitserland en Italië. Hoewel het hele massief als een Zwitsers-Italiaans gebergte gezien wordt, ligt de daadwerkelijke top op ongeveer 160 meter van de grens op Zwitsers gebied.
Oorspronkelijk heette de top in Zwitserland "Gornerhorn" en in Italië "Höchste Spitze". Door het werk van topografen uit de 19e eeuw werd duidelijk dat Gornerhorn en Höchste Spitze identiek waren. In 1863 werd de bergtop door de Zwitserse bondsraad vernoemd naar de generaal en cartograaf Guillaume-Henri Dufour (1787–1875). Dufour was de uitgever van de eerste nauwkeurige landkaart van Zwitserland.

## Geschiedenis
Pogingen de hoogste Monte Rosa-top (via de Italiaanse zuidzijde) te bereiken werden vanaf 1819 ondernomen door de gebroeders Johann Niklaus en Joseph Vincent en Joseph Zumstein. De route via de Zumsteinspitze over de zuid-oostgraat van de Grenzgipfel naar de "Höchste Spitze" bleek echter te lastig.
Op 13 augustus 1847 werd voor het eerst geprobeerd de hoogste top vanuit het Zwitserse Zermatt te beklimmen. Een groep Fransen en Zwitsers - Edouard Ordinaire, Victor Puiseux, Johannes Brantschen, de gebroeders Johann Josef en Matthias zum Taugwald en Joseph Moser - lukte het via de Monte Rosagletscher op het Silbersattel (4511 m) te komen, op de noordgraat tussen Nordend en Grenzgipfel.
Een jaar later, op 12 augustus 1848, slaagden Johannes Madutz en Matthias zum Taugwald er in de Grenzgipfel (4618 m), of meest oostelijke top van de "Gornerhorn" / "Höchste Spitze", te bereiken. De topgraat is een smalle, nog geen 200 meter lange graat met enkele toppen die vrijwel even hoog reiken. De Grenzgipfel, op de grens van Zwitserland en Italië, is slechts enkele meters lager dan de andere topjes. De overgang van de Grenzgipfel over de smalle, verijsde topgraat naar de iets hogere andere toppen vonden de beide Zwitsers te gevaarlijk.
Een Engelse klimgroep met onder meer de drie gebroeders Edmund, James G. en Christopher Smyth stond op 1 september 1854 op het middelste topje (Ostspitze, 4632 m) van de "Allerhoogste", waarvan ze meenden dat het het hoogste punt was. De enkele meters hogere "Westspitze" (de latere Dufourspitze) beklommen ze daarom niet.
De eerste feitelijke topbeklimming van de 4634 meter hoge berg vond plaats op 1 augustus 1855. De Zwitserse gidsen Ulrich Lauener en de gebroeders Matthias en Johann zum Taugwald bereikten samen met de gebroeders James G. en Christopher Smyth, John Birkbeck, Charles Hudson en Edward J. Stevenson via de westgraat de "Westspitze", de hoogste top van de berg. Ze stapelden er een steenmannetje als bewijs.
De Monte Rosa-oostwand is de langste en hoogste ijswand –tot 55 graden– van de Alpen. De klassieke route door de steile en gevaarlijke oostwand naar de Grenzgipfel werd op 23 juli 1872 voor het eerst succesvol beklommen door de Zwitser Ferdinand Imseng, de Oostenrijker Gabriel Spechtenhauser, de Italiaan Giovanni Oberto en de Engelsen Charles Taylor en Richard en William Pendlebury. Via de Jägerrücken, het later zo genoemde Marinelli-Couloir en de Imsengrücken bereikten ze in twee dagen de top van de Grenzgipfel. Over de topgraat klommen ze door naar de Ostspitze en de Dufourspitze en daalden daarna over de westgraat de berg af. Dit was de eerste complete overschrijding van de Dufourspitze.
In 1881 doodde een ijslawine op de Imsengrücken van de oostwand Damiano Marinelli, Ferdinand Imseng en Battista Pedranzi.
Op 20 juli 1969 daalden de Oostenrijkers Kurt Lapuch en Manfred Oberegger de wand tussen Zumsteinspitze en Rifugio Marinelli per ski af in twee uur.